# Zhang Pengxiang
Zhang Pengxiang, chin. upr. 张鹏翔; chin. trad. 張鵬翔, pinyin Zhāng Péngxiáng (ur. 29 czerwca 1980) – chiński szachista, arcymistrz od 2001 roku.

## Kariera szachowa
Pierwsze sukcesy na arenie międzynarodowej zaczął odnosić pod koniec lat 90. XX wieku. W 1999 roku podzielił V miejsce (wraz z m.in. Pawłem Blehmem) w mistrzostwach świata juniorów do lat 20 rozegranych w Erywaniu. W 2000 roku triumfował w Gyuli, natomiast w 2001 zwyciężył w Pekinie oraz podzielił III miejsce w indywidualnych mistrzostwach Azji, dzięki czemu awansował do rozegranego w tym samym roku pucharowego turnieju o mistrzostwo świata, w I rundzie eliminując (po dogrywce) Anatolija Karpowa, a w II przegrywając z Jewgienijem Pigusowem. W 2002 odniósł kolejne sukcesy, zwyciężając (przed m.in. Iwanem Czeparinowem, Robertem Kempińskim, Leinierem Dominguezem, Aleksandrem Bielawskim i Peterem Heine Nielsenem) w silnie obsadzonym otwartym turnieju w Linares oraz zdobywając tytuł indywidualnego mistrza Chin. W 2004 podzielił I lokaty w openach w Barcelonie (wraz z Tigerem Hillarpem Perssonem i Olegiem Korniejewem) oraz w Hoogeveen (wraz z Michaiłem Gurewiczem), natomiast w 2005 odniósł zdecydowane zwycięstwo w Cannes (zdobywając 8½ pkt w 9 partiach) oraz podzielił I m. (wspólnie z Sebastianem Siebrechtem) w Bad Wörishofen. W następnym roku triumfował w Manili i w Singapurze, natomiast w 2007 zdobył w Cebu City tytuł indywidualnego mistrza Azji.
W latach 2002 i 2006 reprezentował Chiny na szachowych olimpiadach, w roku 2006 w Turynie zdobywając wraz z drużyną srebrny medal. Jest również dwukrotnym medalistą drużynowych mistrzostw świata z roku 2005: srebrnym (wraz z zespołem) oraz brązowym (za indywidualny wynik na II szachownicy).
Najwyższy ranking w dotychczasowej karierze osiągnął 1 kwietnia 2007, z wynikiem 2657 punktów zajmował wówczas 47. miejsce na światowej liście FIDE, jednocześnie zajmując 1. miejsce wśród chińskich szachistów.